# Pietro Francesco Garoli

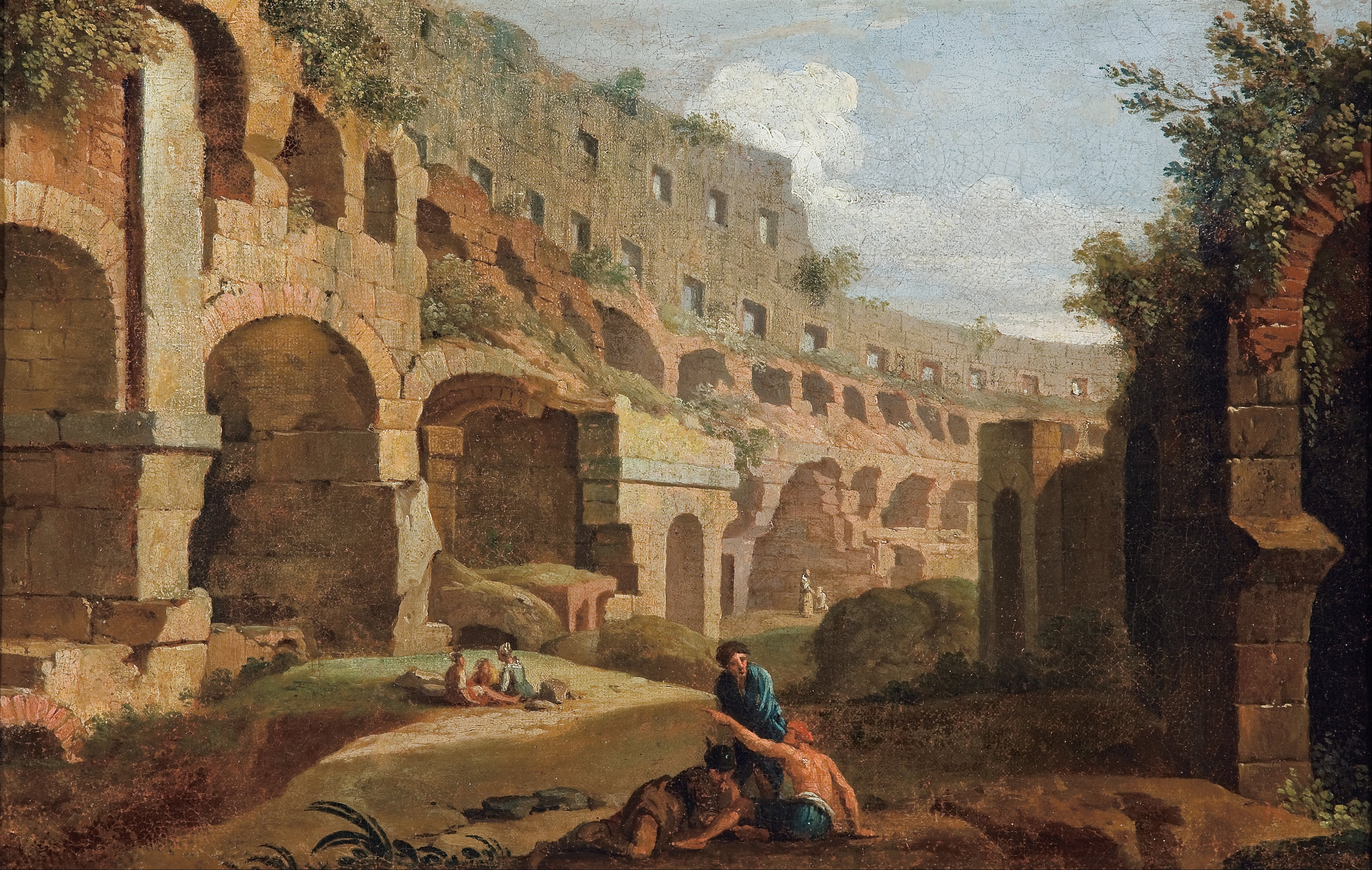
Attribuito a Pietro Francesco Garoli, Capriccio. Interno del Colosseo

Pietro Francesco Garoli o Garola (1º giugno 1638 – Roma, 5? gennaio 1716) è stato un pittore e architetto italiano.

## Biografia
Scarne notizie ci fornisce nel 1730 il suo primo biografo, Lione Pascoli. Di Pietro Francesco Garoli, o Garolo, o Garola, o Garolli, anche il nome è incerto, perché in alcuni documenti è chiamato Pier Francesco. Incerta è la città di origine, Torino o Giaveno? Su questo i biografi non sono concordi: ma potrebbe essere nato a Torino, da famiglia originaria di Giaveno. Nel 1665 risulta pagato per aver restaurato 99 tele della raccolta dei Savoia. Come architetto, progetterà nel 1713 il Palazzo dell'Università di Torino, più tardi realizzato da Giovanni Antonio Ricca (il Vecchio) il Vecchio e da Filippo Juvarra, su commissione di Vittorio Amedeo II.
Lione Pascoli elenca i viaggi di studio di Garoli: a Venezia, dal 1665 al 1668, poi a Bologna e a Firenze, per studiare pittori di prospettiva. In Emilia, Garoli può quindi osservare la maestria nella quadratura di Girolamo Curti, detto Dentone, di Giacomo Antonio Mannini e di Angelo Michele Colonna. A Roma è registrato in via Margutta, a Pasqua 1668. Dal 1672 abita in una camera guarnita a pigione nell'attuale via Francesco Crispi, verso l'incrocio con l'attuale via Sistina, nella parrocchia di Sant'Andrea delle Fratte.
Diventa noto come pittore di vedute ed è maestro di Prospettiva all’Accademia di San Luca dal 1679 fino al 1689, poi dal 1693 al 1695, quindi dal 1698 al 1708. Dona nel 1682 all'Accademia di San Luca il dipinto Rovine romane, in cui rappresenta una variante di Ponte Milvio. Due tele a soggetto biblico, Trionfo di David e David che danza davanti all'arca, acquisisce il cardinale Fabrizio Spada (1643-1717), membro onorario dell'Accademia di San Luca. La tela Prospettiva con rovine romane della Galleria Pallavicini è attribuibile al Garoli. In questo dipinto Pascoli ipotizza un intervento del pittore Luigi Garzi. Interno della basilica di S. Pietro e Interno della basilica di S. Paolo, sono dipinti eseguiti nel 1680-1682, su commissione della duchessa madre Maria Giovanna Battista di Savoia-Nemours e ora conservati alla Galleria Sabauda di Torino.
Nel 1685-1692 Pietro Francesco Garoli affianca l'architetto Carlo Rainaldi nella lunga e laboriosa ristrutturazione della Chiesa del Santissimo Sudario dei Piemontesi, a Roma, di cui sono restaurati anche l'altare e la facciata. Nelle esposizioni annuali a San Salvatore in Lauro, nel 1687 Garoli presenta due opere, ne presenta una nel 1693, ancora due nel 1694, e il Trionfo di David della collezione Spada nel 1698.
Di Pietro Francesco Garoli si conoscono affreschi, come quelli recentemente riscoperti nella Villa Carpegna a Roma, purtroppo alquanto danneggiati, che illustrano scene nelle tenute della famiglia Carpegna nel Montefeltro che sono viste come luoghi di delizia, in cui paesaggio e giardino si fondono. Queste vedute sono dipinte tra finti loggiati, balaustre e finte colonne, secondo la composizione settecentesca di gusto neoclassico, ispirata agli affreschi di Baldassarre Peruzzi alla Farnesina. Garoli riprende la tecnica prospettica, propria dei capricci con architetture romane, liberamente ricomposte o nuovamente inventate.

### Altre opere
- Capriccio con interno del Colosseo, attribuzione, (Adelaide, Art Gallery of South Australia),
- Capricci con architetture romane, 2 tele, (Cremona, Pinacoteca del Museo civico Ala Ponzone),
- Adone, Venere, Cupido e Mercurio osservano un quadro con il Ratto di Europa,
- Didone ed Enea,
- Cleobis e Biton dentro un tempio,
- Capriccio architettonico con rovine classiche,
- Alessandro piange sulla tomba di Achille,
- Capriccio con piazza del Campidoglio,
- Capriccio con nobili in barca,
- Capriccio architettonico con Giuseppe ebreo che parla ai suoi fratelli,
- Capriccio con Cristo e l'adultera,
- Banchetto di Belshazzar,
- Sant'Orsola con le sue compagne vergini.